# Muzeul Guggenheim din Bilbao

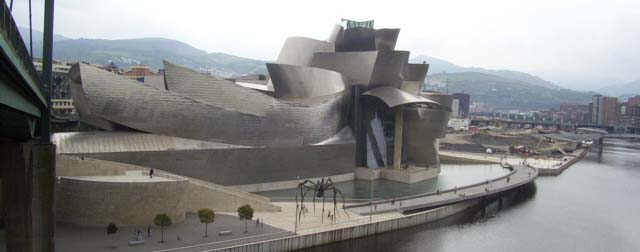
Vedere generală a Muzeului Guggenheim din Bilbao

Muzeul Guggenheim din Bilbao este un muzeu de artă contemporană situat în Bilbao, Țara Bascilor, Spania. Muzeul este unul din cele cinci muzee mondiale ale fundației Solomon R. Guggenheim. Este probabil, de departe, construcția cel mai ușor de recunoscut din Bilbao.
Muzeul a fost proiectat de arhitectul Frank Gehry, unul dintre cei mai stimați și admirați arhitecți actuali, fiind proiectat într-o manieră arhitecturală "tipic" deconstructivistă. Deschis pentru public în 1997, a fost conceput să reprezinte unul din elementele centrale ale procesului de reînnoire urbană și relansare culturală a orașului Bilbao. Aproape imediat după deschiderea sa, Guggenheim Bilbao a devenit o atracție turistică importantă și a fost credidat cu promovarea aproape instantanee a orașului basc pe plan mondial. Mulți sunt de părere că acest muzeu "a pus orașul Bilbao pe hartă".

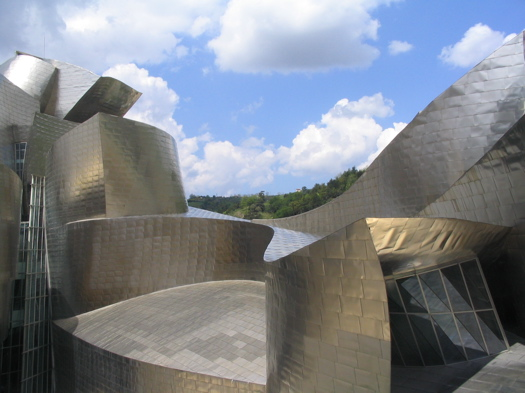
Blocul Guggenheim - vedere mai detaliată

Muzeul este printre cele mai proeminente și spectaculoase clădiri din lume în stil deconstructivist. Ca și majoritatea clădirilor proiectate de Gehry, structura este alcătuită din linii de contur sculptate radical, în stil organic. Administrația muzeului susține că muzeul nu are nici măcar o singură latură sau suprafață dreaptă în întreaga clădire. O parte a construcției este traversată de o autostradă elevată și o porțiune importantă a edificiului este acoperită cu paneluri de titan, dând întregii construcții o aparență metalică și modernă.
Fiind situat într-un oraș portuar, muzeul a fost construit astfel încât să semene cu un vapor. Panelurile de titan, care reflectă puternic lumina, seamănă cu formele unui pește, accentuând din nou intenția lui Gehry de a construi o structură cu o aparență organică.

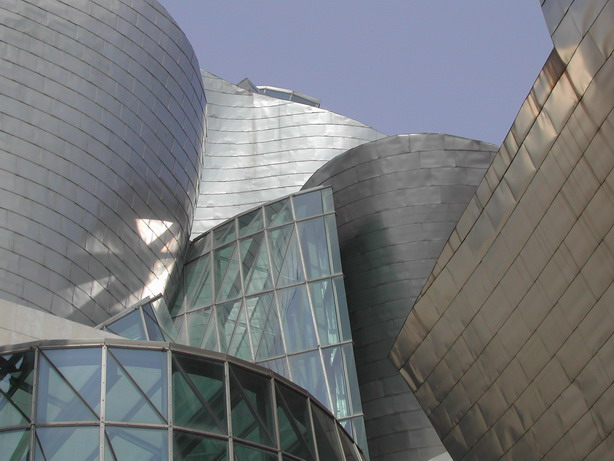
Vedere apropiată, arătând paneluri de titan și sticla folosită în acest bloc deconstructivist

Multă tehnologie modernă a fost utilizată în planficarea construcției. Au fost folosite vizualizări computerizate, încluzând programe CAD. Această tehnologie a ajutat constructorii să producă un bloc funcțional și estetic armonios care este considerat o minune arhitecturală. În timpul construcției, panelurile de piatră folosite ca bază ale suprafețelor acoperite cu titan au fost tăiate cu ajutorul unui laser.
O observație importantă este că, deși muzeul apare ca un monument-spectacol când e văzut din aer sau de pe râul Nervión, apare destul de modest văzut de la nivelul străzii, combinându-se armonios cu edificiile din jur.
Expozițiile din cadrul muzeului se schimbă frecvent. Întrucât majoritatea pieselor de artă expuse sunt din secolul XX, picturile și sculpturile tradiționale sunt de multe ori în minoritate în comparație cu instalațiile moderne și obiectele de artă electronică. Mulți vizitatori ai muzeului, mai ales cei din lumea artelor, susțin că aparența spectaculară a întregului edificiu eclipsează colecția artistică a muzeului, care nu este în mod special unică sau de interes deosebit.